# Ghiacciaio Millett
Il ghiacciaio Millett è un ghiacciaio ricco di crepacci, lungo circa 24 km e largo 13, situato sulla costa di Rymill, nella parte occidentale della Terra di Palmer, in Antartide. Il ghiacciaio, il cui punto più alto si trova a circa 670 m s.l.m., fluisce verso ovest partendo dal versante sudoccidentale del massiccio Orion e scorrendo tra i picchi Scorpio, a nord, e il monte Lepus, a sud, fino ad entrare nel canale di Giorgio VI, poco a nord di punta Wade, dopo essersi parzialmente unito al flusso del ghiacciaio Meiklejohn.

## Storia
Il ghiacciaio Millett fu scoperto nel 1936 durante la spedizione britannica nella Terra di Graham, condotta nel 1934-37 al comando di John Rymill, e così battezzato nel 1954 dal Comitato britannico per i toponimi antartici in onore di Hugh M. Millett, ingegnere capo della nave Penola durante la sopraccitata spedizione di Rymill.